# Администрация бахаи
Администрация бахаи — система избираемых и назначаемых общественных институтов для управления делами общины бахаи. Её высшим органом является Всемирный Дом Справедливости, избираемый каждые пять лет.

## Администрация бахаи
Администрация бахаи имеет несколько черт, которые отличают её от аналогичных систем управления: избираемые представители должны следовать своей совести, а не нести ответственность перед избирателями; политическая агитация, выдвижение кандидатур и партии запрещены; структура и авторитет институтов, направляющих общину бахаи, были представлены непосредственно основателем религии, Бахауллой.
Администрация бахаи основывается на четырёх  документах-хартиях: Китаб-и-Агдас, Скрижали Божественного Плана, Скрижаль к горе Кармель и Воля и Завещание Абдул-Баха.

## Характерные особенности

### Консультация
Центральным и отличительным аспектом администрации в Вере Бахаи является подход к принятию решений через совещание. Конечная цель совещания — коллективный поиск истины и исследование реальности таким образом, чтобы поддерживать единство и согласие. Абдул-Баха призвал избранных членов «совещаться вместе таким образом, чтобы не возникало никаких поводов для неприязни или разногласий». Бахаи поощряют выражать свои мнения и прислушиваться к точкам зрения других, не обижаясь. Если после тщательного обсуждения вопроса решение не будет единогласным, оно может быть принято большинством голосов.

### Состав
Администрация бахаи включает в себя как избираемые, так и назначаемые институты. Руководящие органы, состоящие из девяти членов, избираются ежегодно на местном и на национальном уровне, и каждые пять лет члены всех Национальных Духовных Собраний собираются, чтобы избрать Всемирный Дом Справедливости, который обладает полномочиями дополнять и применять законы Бахауллы. . Назначаемые институты в административном порядке бахаи включают Международный Центр Обучения, Континентальные Коллегии Советников и членов Вспомогательных Коллегий. 
Поскольку в Вере Бахаи нет духовенства, в администрации Бахаи практикуется своего рода беспартийное демократическое самоуправление. Лица, избранные для работы в институтах общины бахаи, не имеют личных полномочий, решения принимает только сам избираемый орган. Аналогичным образом, люди, назначенные на служение в институциональном качестве, также «не имеют законодательной, исполнительной или судебной власти», но могут предоставлять советы, поощрение и поддержку отдельным лицам в общине и избираемым институтам.
Человек, община и институты рассматриваются как действующие лица, выполняющие разные роли, но поддерживающие друг друга в продвижении по континууму развития.

### Метод выборов
Выборы Местных Духовных Собраний происходят каждый год в первый день Ризвана (обычно 20 или 21 апреля). Девять членов Местного Духовного Собрания избираются тайным голосованием без какой-либо агитации или процесса выдвижения кандидатур. Как правило, все зарегистрированные взрослые бахаи общины имеют право принимать участие в выборах, а также имеют право быть выбранными. Каждый человек записывает в свой избирательный бюллетень имена девяти членов общины, которые, по его мнению, лучше всего демонстрируют «необходимые качества бесспорной верности, самоотверженной преданности, хорошо тренированного ума, признанных способностей и зрелого опыта». Чтобы определить, за кого голосовать, бахаи рекомендуется тщательно знакомиться друг с другом, обмениваться мнениями и свободно обсуждать требования и квалификации к служению в институтах; однако делать это следует без малейшего упоминания конкретных лиц.
На национальном уровне используется двухэтапный избирательный процесс. В каждом избирательном округе внутри страны члены общины ежегодно избирают определенное количество делегатов, которые распределяются пропорционально населению каждого округа, и эти делегаты затем собираются на Национальном съезде для избрания членов Национального Духовного Собрания. Аналогично, каждые пять лет члены каждого Национального Духовного Собрания собираются на Международном съезде, чтобы выбрать членов Всемирного Дома Справедливости.

### Беспартийность
Шоги Эффенди решительно осудил пристрастность в политике и некоторые другие практики, распространенные в западных демократиях, такие как агитация и выдвижение кандидатур. В результате:
- Выдвижение кандидатур и агитация запрещены. Бахаи не должны стремиться продвигать себя в качестве кандидатов.
- Избирателям рекомендуется не советоваться друг с другом по поводу пригодности отдельных людей для служения в институте.
- Избиратели должны «обмениваться мнениями... свободно общаться и обсуждать между собой требования и квалификации» к членству в собрании. Однако обсуждение не должно касаться конкретных людей.
- Избирателям настоятельно рекомендуется изучать и абстрактно обсуждать качества, перечисленные Шоги Эффенди как необходимые для тех, кого выбирают для служения в институтах, не упоминая отдельных людей. Эти качества такие: «неоспоримая преданность, самоотверженная преданность, хорошо тренированный ум, признанные способности и зрелый опыт», а также ни должны быть «верными, искренними, опытными, способными и компетентными».
- Избиратель должен действовать «без малейших следов страстей или предубеждений и независимо от каких-либо материальных соображений».

## Выборные учреждения
Бахаулла иногда называет «правителями» избираемых членов советов. Эти институты наделены полномочиями в общине. Сами члены этих советов не имеют индивидуальных полномочий. Однако, когда они сформированы должным образом и решают вопросы как орган, эти советы действуют в качестве главы общины. Бахаулла задумал создать Верховный Дом Справедливости с местными Домами Справедливости в каждой общине, где проживают девять или более взрослых бахаи. Абдул-Баха в своем завещании представил «Вторичный», или Национальный Дом Справедливости. Национальные и местные Дома Справедливости, которые рассматриваются как зарождающиеся институты, в настоящее время получили временное название «Духовные Собрания» и, как ожидается, со временем станут Домами Справедливости.
Всемирный Дом Справедливости считается нравственно непогрешимым, он может как создавать новые законы бахаи, так и отменять свои собственные законы. Он не может изменять законы из писаний, утвержденные Бахауллой и Абдул-Баха. Считается, что Национальные и Местные Духовные Собрания требуют уважения и послушания, но их решения могут быть отменены вышестоящим избираемым институтом. Все решения этих органов должны быть приняты и считаются полномочными только тогда, когда орган сформирован должным образом и собирается как орган с кворумом присутствующих членов. Эти решения принимаются через определённый совещательный процесс

### Всемирный Дом Справедливости
Каждые пять лет, начиная с 1963 года, членов всех Национальных Духовных Собраний призывают голосовать на Международном съезде во Всемирном Центре Бахаи в Хайфе, Израиль, за членов Всемирного Дома Справедливости. Эти члены Собраний служат в качестве делегатов аналогично национальным выборам бахаи. Те, кто не может присутствовать лично, присылают бюллетени для голосования по почте.
Всемирный Дом Справедливости — высший руководящий орган Веры Бахаи. В писаниях бахаи утверждается, что его решения —  «источник всякого блага и освобождены от всякой ошибки».

### Национальные Духовные Собрания
Национальное Духовное Собрание (НДС) обычно представляет страну, хотя иногда для регионов выделяются собственные НДС (например, Аляска). Иногда несколько стран объединяются в одно Собрание, например, страны Балтии или (первоначально) Канада и США. Эти границы устанавливаются на усмотрение Всемирного Дома Справедливости и, очевидно, могут измениться, поскольку Канада и США теперь имеют свои собственные Национальные Собрания. Эти собрания избираются ежегодно делегатами, избранными на уровне округа.
Национальные Собрания (или региональные советы) назначают различные комитеты и советы для выполнения различных функций: региональные советы институтов, региональные комитеты по обучению, кластерные координаторы роста, кластерные координаторы институтов, кластерные координаторы подростковой программы и кластерные координаторы детских классов.

### Региональные советы бахаи
Региональные советы бахаи (РСБ) также были созданы в нескольких крупных национальных общинах бахаи в качестве промежуточного уровня управления между национальными и местными духовными собраниями, чтобы обеспечить возможность децентрализовано принимать решения там, где это желательно. Обычно это происходит, когда по размеру это достаточно большая  страна (например, США и Индия). Они действуют под руководством Национального Духовного Собрания и назначаются этими Собраниями или избираются членами местных Духовных Собраний этого региона. Они все больше занимаются вопросами деятельности в сфере роста и развития общин, а также обеспечивают руководство и структуру для координации местных общин в этих вопросах.

### Местные Духовные Собрания
Местное Духовное Собрание (МДС) представляет населенный пункт и избирается ежегодно путем прямых выборов. Местные Собрания управляют жизнью общины бахаи на местном уровне и содействуют делам всей общины, включая координацию Праздника Девятнадцатого Дня, празднование Святых дней, похорон, консультирования по вопросам брака и многие другие задачи, хотя обычно они выполняются через назначение комитета.

## Назначаемые институты
Бахаулла упоминает об «ученых» среди своего народа. Функции этой ветви первоначально выполнялись Десницами Дела Божьего, назначенными Бахауллой, Абдул-Баха и Шоги Эффенди. Когда было решено, что «Десницы» больше не могут быть назначены, Всемирный Дом Справедливости сформировал Институт Советников для выполнения этих обязанностей. Назначенные члены действуют индивидуально и играют в основном вдохновляющую и совещательную роль. Их обязанности разделены на две общие категории: защита и распространение Веры Бахаи.

### Международные Советники
Международные Советники — это девять человек, назначенных в Международный Центр Обучения, орган, который напрямую помогает Всемирному Дому Справедливости во Всемирном Центре Бахаи. Они консультируют бахаи на международном уровне и координируют усилия Континентальных Советников.

### Континентальные советники
Индивидуальные Советники назначаются в Континентальные Коллегии, где они напрямую взаимодействуют с несколькими Национальными Духовными Собраниями. Они нередко служат источником информации, донося направления и обсуждения, которые проводятся во Всемирном центре, до национальных общин. Они зачастую сосредотачивают свою работу на одной или нескольких странах, находящихся под их юрисдикцией.

### Вспомогательные Коллегии
Вспомогательные Коллегии назначаются Континентальными Советниками и оказывают им поддержку в меньшем географическом масштабе. Они работают с разными Местными Духовными Собраниями, Региональными советами и отдельными лицами в пределах своей юрисдикции. Обычно в одном географическом регионе есть представители двух Коллегий: один отвечает за защиту, а другой — за распространение Веры, хотя эти функции могут пересекаться. Обе Коллегии подотчетны Континентальной Коллегии, которая их назначила, независимо от их направления деятельности.

### Ассистенты
Члены Вспомогательной Коллегии назначают «ассистентов», которые действуют от их имени на местном уровне. Эти ассистенты периодически встречаются с Местными Духовными Собраниями, выступают на мероприятиях, и отдельные члены общины могут обращаться к ним за советом. Иногда у них может быть очень конкретный мандат, например, они сосредоточены на молодежи в конкретном городе, или они могут назначаться на широкое поле деятельности. Их роль настолько гибкая, насколько член Вспомогательной Коллегии считает это целесообразным.

## Исторический обзор

### При жизни Бахауллы
Самое раннее описание администрации, действующей в настоящее время во всемирной общине бахаи, можно найти в трудах Бахауллы. Бахаи верят в то, что Бог ведет человечество через посланников, многие из которых пророчествовали о «Царствии Небесном на земле», а также в то, что откровение Бахауллы это исполнение таких пророчеств, и видят в трудах Бахауллы систему как от Бога, так и от людей.
Хотя ранее Бахаулла намекал на многие руководящие принципы (политики), которые составят основу административной системы бахаи, в Китаб-и-Агдас содержится наиболее убедительное первоначальное представление об этой системе:
"Повелел Господь, дабы во всяком городе был устроен Дом Справедливости, где будут собираться советники по числу Баха, а если количество их превысит его, сие не имеет значения. Они должны полагать, что вступают во Двор присутствия Бога, Достохвального, Всевышнего, и взирают на Того, Кто Незрим. Надлежит им быть доверенными Всемилостивого среди людей и считать себя хранителями, назначенными Богом для всех сущих на земле. Должно им держать совет сообща и радеть о пользе слуг Божиих во имя Его, как радеют они о собственной пользе, и избирать достойное и подобающее".
Этот Дом Справедливости описывается как действующий совместно с Бахауллой и агсанами, его потомками, и имеющий обязанность создавать и отменять законы, прямо не раскрытые в Священном Писании.
Со временем эти концепции были разъяснены сначала в трудах Бахауллы, а затем в трудах его старшего сына и преемника Абдул-Баха.

### Пасторство Абдул-Баха
Именно Абдул-Баха разъяснил различные роли Высшего/Всемирного (глобального) и местных Домов Справедливости. Абдул-Баха курировал и поощрял создание множества выборных местных советов, называя их «Духовными Собраниями». Он написал немало разъясняющих писем, давая инструкции различным Духовным Собраниям, вдохновляя мир бахаи. Однако «Скрижали Божественного Плана» в этом плане особенно выделяются среди других и содержат значительную часть ранних процессов постановки целей и планирования зарождающейся духовной общины. Этот план открыл для бахаи совершенно новые географические регионы, и Абдул-Баха поощрял бахаи общаться с людьми всех рас и культур.
Однако одним из его величайших наследий в развитии административной системы бахаи была его Воля и Завещание, где он описывает несколько новых институтов. Разъясняя комментарии Бахауллы о его потомках и полномочиях, он представил Институт Хранительства,  который должен был функционировать совместно со Всемирным Домом Справедливости: один несет ответственность за толкование Священных Писаний, другой выступает в качестве законодателя нового закона, который не содержится в Писании. Он заповедал бахаи подчиняться этим двум институтам.
«Священная и юная ветвь, Хранитель Дела Божьего, а также Всемирный Дом Справедливости, который будет избран и учрежден всеобщим собранием, находятся под опекой и защитой Красоты Абха, под покровом и безошибочным руководством Возвышенный (пусть моя жизнь будет отдана за них обоих). Все, что они решают, от Бога. Тот, кто не повинуется ему и не повинуется им, не повинуется Богу; кто восстает против него и против них, тот восстал против Бога; кто противится Ему противился Богу; кто спорил с ними, тот спорил с Богом; кто спорил с ним, тот спорил с Богом».
В этом документе Абдул-Баха также:
- назначил своего внука Шоги Эффенди Хранителем Дела Божьего.
- установил критерии назначения будущих Хранителей.
- определил новую сферу избираемых институтов, которые он назвал «Вторичным Домом Справедливости», первые из них были избраны во время пасторства Шоги Эффенди.
- призвал верующих избегать нарушителей Завета – бахаи, которые выступали против главы Веры и пытались произвести раскол или отделиться.
- · определил некоторые условия будущего развития администрации бахаи.
- Разъяснил вопросы, связанные с институтом Десниц Дела и уточнил требования к их назначению.

### Администрация Шоги Эффенди
Во времена Шоги Эффенди Вера Бахаи претерпела наиболее драматические изменения в рамках форм и процессов. Развиваясь на основе структуры, созданной Бахауллой и Абдул-Баха, Шоги Эффенди организовал широкомасштабные кампании административной консолидации, установил практики и процедуры для административных органов бахаи, назначил больше Десниц Дела, закрепил правовое положение общины бахаи как в Хайфе, так и, работая с недавно сформированными Национальными Духовными Собраниями, во многих других странах. За этот период институты бахаи и межинституциональное сотрудничество стали более ясными, были разъяснены многие тонкости закона бахаи, и Вера распространилась на большую часть земного шара. Браки бахаи стали признаны сами по себе в нескольких регионах, а Вера Бахаи была признана независимой религией многими странами и религиозными судами, включая исламские религиозные суды в Египте. Шоги Эффенди описал кончину Абдул-Баха и начало своего управления как конец «Героического века» и начало века «Становления» Веры Бахаи.

## Современное развитие
Спустя сто лет после кончины Бахауллы бахаи отпраздновали «святой год», во время которого был опубликован полностью утвержденный перевод Китаб-и-Агдас (Наисвятой Книги), что совпало с более широким применением закона бахаи среди бахаи за пределами иранской общины бахаи и развитием Духовных Собраний.
В 1997 году Всемирный Дом Справедливости учредил региональные советы бахаи в очень крупных странах (например, США, Канаде, Индии, России), чтобы обеспечить промежуточную форму управления между местными и национальными Духовными Собраниями.

## Отклик
Журналистка и писательница Аманда Рипли в своей книге 2021 года « Высокий конфликт: почему мы попали в ловушку и как нам выбраться» описывает выборы и систему управления администрации бахаи, говоря: «…все в этих выборах призвано снизить вероятность возникновения высокого конфликта. " на самом деле, «бахаи стараются выбирать людей, которые не жаждут внимания и власти», и «На каждой встрече они следуют протоколу, называемому «консультацией», и он предназначен для того, чтобы люди могли высказать свое мнение, не слишком привязываясь к своему собственному таланту». По заключению Рипли: «Если бы социологи разработали религию, она выглядела бы так… Таким образом, выборы бахаи… предназначены для использования человеческой способности к сотрудничеству, а не конкуренции».